# Bibliothèque bleue
Pour les articles homonymes, voir Bibliothèque bleue (homonymie).

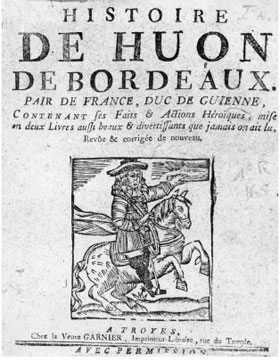
Un des succès de la Bibliothèque bleue : Huon de Bordeaux imprimé à Troyes par la veuve Oudot (Anne Hussard) vers 1720.

La Bibliothèque bleue est une forme primitive de littérature de colportage apparue en France au début du XVIIe siècle.

## Principes
La création et la diffusion de la bibliothèque bleue fut une activité particulièrement lucrative pour les imprimeurs. Vers la fin du XIXe siècle, le nombre d’imprimeurs de cette littérature est évalué à cent cinquante, en plus des quatre principales dynasties d'imprimeurs de Troyes, Rouen, Caen et Limoges, dont certaines firent fortune très rapidement grâce à cette activité.
La création de la bibliothèque bleue fut d’ailleurs de l’initiative d’une de ces grandes familles d’imprimeurs professionnels.
La Bibliothèque bleue est, avant tout, une formule éditoriale nouvelle inventée et imprimée à Troyes dès 1602 par les frères Oudot, notamment Nicolas Oudot dont l'enseigne est Le Chapon d'or couronné. L'impression en était de mauvaise qualité et de petit format ; les cahiers (assimilables à une brochure d'aujourd'hui) recouverts d'une couverture de papier couleur bleu gris (comme la couverture bon marché qui enveloppait les pains de sucre), d'où l’appellation qui, à l'époque, fut d'abord celle de « Livres bleus ».
Cette littérature, au départ urbaine et locale, fut ensuite popularisée par les colporteurs et donc étendue à d'autres zones urbaines (Rouen, Angers) et imitée. Tout en restant prudent, Roger Chartier considère qu'elle constituait l'une des sources principales de culture des masses populaires en France ; d'autres, à l'instar de Carlo Ginzburg, insistent sur notre ignorance des modes de réception de ces textes ; cependant les historiens s'accordent sur l'importance — difficilement mesurable — de la culture orale : les illettrés se contentaient d'en apprécier les gravures, quand il y en avait, mais la plupart du temps, ils pouvaient avoir accès au texte lors de séances de lecture collective. Toutefois, une clientèle mélangée s’approprie ces livres, et ce, pendant près de deux siècles.
Hors de France, se développent à la même époque le Volksbuch (Allemagne) et le chapbook (Angleterre).

## Historique

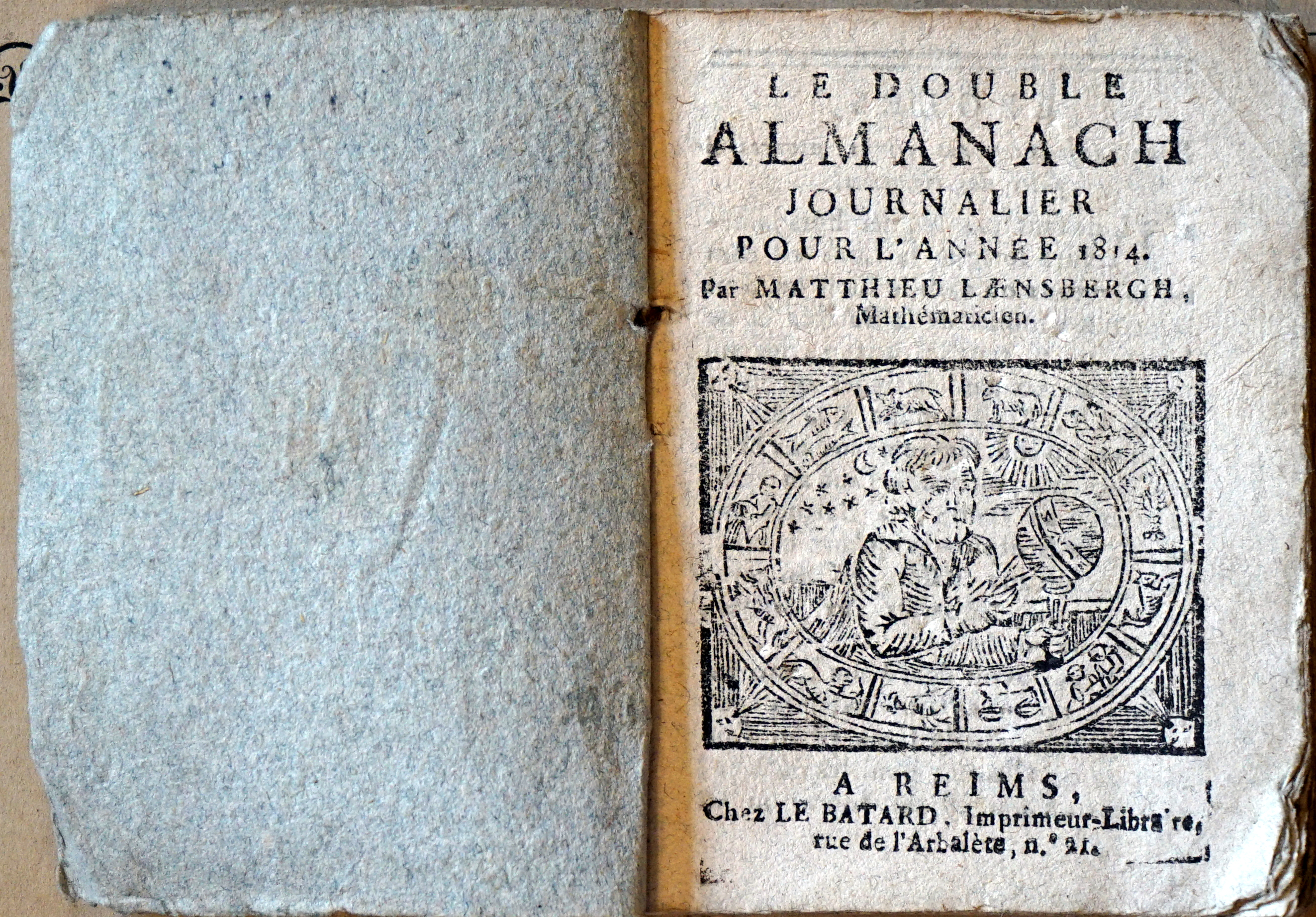
Almanach de 1814, broché et couvert de son papier bleu, bibliothèque Carnegie (Reims).

Les plus anciennes productions de ce genre remontent aux premières années du XVIIe siècle. Ce fut la famille de Jean Oudot, installée à Troyes, qui inventa et développa cette forme d'édition, en association avec la famille de Claude Garnier (v. 1535-1589), imprimeur du Roi, reprenant le fonds de catalogue des imprimeurs lyonnais et parisiens. L'un des plus anciens volumes porte la marque de Nicolas Oudot, le frère de Jean : « Ogier le Danois ». Les premiers tirages ne sont pas tous couverts avec du papier bleu, cependant, on commence à les appeler les « livres bleus ». Nicolas transmet le flambeau à ses deux fils : Jean II et Jacques I, puis Nicolas II, issu d'un second mariage. Bientôt c'est toute une dynastie de Oudot qui fait commerce de livres bleus, peu à peu concurrencée par une autre dynastie, les Garnier.
En janvier 1665, Nicolas III ayant épousé la fille d'un libraire de Paris vint s'établir rue de la Harpe, à l'enseigne L'Image Notre-Dame et, à cette époque principalement, une quantité importante d'ouvrages de toute nature (roman de chevalerie, théâtre, contes, romans picaresques, livres religieux, manuels de civilité, livres de cuisine, astrologie, faits divers, etc.) intègre le catalogue du libraire et acquiert une notoriété dans tout le royaume. La veuve Oudot continua longtemps l'entreprise de Nicolas III, et eut différents successeurs : par exemple, Baudot, libraire à Troyes. Cette ville garda le monopole de ce marché jusqu’au début du XIXe siècle et c'est là que s'imprimèrent, toujours dans le même style et dans le même format (les uns in-4° et in-8°, les autres in-12 et in-16), ces livres qui devinrent populaires, puisqu'à Paris, au milieu du XVIIIe siècle, on les trouvait en grande quantité jusque sur les quais. Vers 1775, un certain Castillon fit une refonte de certains titres issus de ce que l'on appelait désormais la « Bibliothèque bleue » en y ajoutant des situations et des épisodes nouveaux, tant les récits s'étaient dénaturés au fil du temps. La simplicité du récit, la naïveté, « enfin tout ce qui rappeloit l'ancienneté de ces contes et en faisoit la valeur », avaient disparu dans ce qui fut qualifié sur le plan critique de « contrefaçon » par Antoine Le Roux de Lincy, lequel fit une nouvelle édition de contes en revenant aux sources originales.
Les ennuis commencent en 1701, quand une interdiction émane de la direction de la Librairie, afin de limiter les réimpressions de livres sans autorisation : ce rappel au principe des privilèges est ensuite suivi par toute une série d’arrêts, qui visent principalement la littérature de colportage.
En dépit de la présence des contes de Charles Perrault au catalogue (un seul conte était vendu par fascicule, à grand succès), Oudot abandonna le métier vers 1760, du fait de la limitation des privilèges d'impression. Les Garnier, eux, fermeront leurs portes en 1830, largement dépassés par les nouvelles formes d'édition et d'impression nées à Épinal ou Montbéliard.

## Analyse du contenu

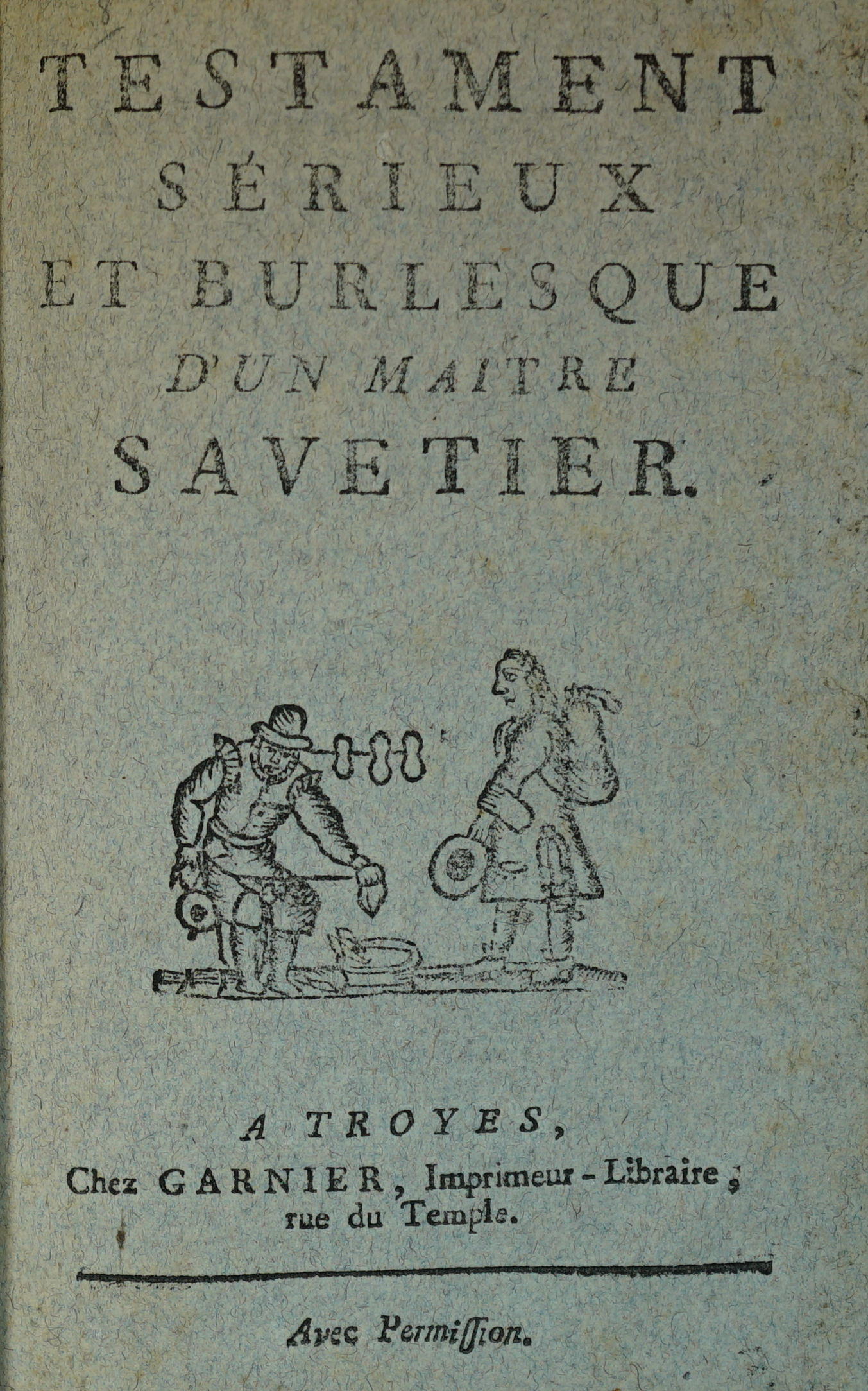
Testament sérieux et burlesque d'un maître savetier, Garnier imprimeur.

Les catalogues sont éclectiques : almanachs, prédictions astrologiques, conseils pratiques en tous genres, poésies, romans, faits divers. Les livrets, dont les auteurs ne sont le plus souvent pas mentionnés, sont des rééditions de textes de la littérature savante, largement remaniés.
Cette forme de littérature n’est pourtant pas perçue comme un plagiat. « La réécriture est l’un des principes fondamentaux de la création littéraire au Moyen Âge, dont la pratique est largement intertextuelle. Elle est d’autant plus aisée que la plupart des œuvres, au moins jusqu'à la fin du XIIIe siècle sont anonymes ».
En l’absence de droit d'auteur, les éditeurs s’en donnaient d’ailleurs à cœur joie, en ré-éditant et ré-imprimant de nombreux exemplaires de leurs numéros les plus populaires et même ceux de leurs concurrents, se copiant les uns les autres à volonté.
Cela ne veut pourtant pas dire qu’il n’y avait aucune forme de restriction associée aux productions des imprimeurs-libraires. Sous le règne de François 1er, un régime « d’autorisation préalable », « nommé système du privilège », est mis en place afin d’exercer un contrôle sur la parution de nouvelles publications. Ainsi, dès 1563, tous documents devaient être évalués par le chancelier et devaient être prouvés comme étant de bonnes mœurs afin de se voir octroyer un privilège. Si le document faisait 48 pages ou moins, il suffisait d’obtenir une autorisation écrite de la part de la police locale. Si le texte faisait 48 pages ou plus, une permission simple lui était accordée pour la durée de quelques années (les chercheurs estiment entre 3 et 6 ans). Lorsque le privilège attribué à un éditeur arrivait à terme, celui-ci perdait le droit d’impression pour ce texte et un autre imprimeur pouvait donc faire la demande auprès des autorités afin d’imprimer et de distribuer sa propre édition. C’est de cette façon qu’un même texte pouvait paraitre sous l’emblème de différents imprimeurs en étant parfois similaire, parfois remodelé dans sa forme ou son contenu.
Les imprimeurs-libraires de la littérature de colportage portaient d’ailleurs une attention particulière aux corpus de la bibliothèque bleue. Le vaste succès de la dynastie des Oudot témoigne, en ce sens, de leur forte capacité à suivre les tendances, à éditer leurs ouvrages selon les mœurs de l’époque et selon les besoins de leurs divers publics.
Dès leurs débuts, nous retrouvons chez les Oudot (avec Nicolas I) une large diversité de genres littéraires et de sujets, mais trois grandes catégories se distinguent; la littérature hagiographique, la littérature savante et les romans médiévaux. La littérature dite hagiographique, qui raconte la vie de Saints, regroupe plusieurs ouvrages sous forme de petits livrets imprimés en un seul cahier dont l' Histoire de Saint Alexis ou Vie et Mort et Passion et Résurrection du Christ ainsi que d'autres textes dédiés entre autres à Saint Augustin, Saint Nicolas et Sainte Suzanne. En ce qui concerne la littérature savante, elle reprenait essentiellement les publications destinées aux familles aisées de la région urbaine et en constituaient une sorte « d’édition de poche ». Les œuvres de fiction produites par les Oudot, quant à elles, sont souvent des romans de chevaleries. Des titres tels que Les prouesses & vaillances du redouté Mabrian ou encore La plaisante & triomphante histoire des hauts chevelareux faits d’armes du prince Malidaus se retrouvent parmi leur catalogue . Les romans médiévaux et autres fictions représenteraient environ 30% des parutions.
De manière plus générale, il est à noter que la Bibliothèque bleue fut la seule à diffuser, en plus du roman de chevalerie, une douzaine de romans en vers au XVIIe siècle, comme une compilation du Roman de Renart, de Jourdain de Blayes, appelée Histoire des deux vaillants chevaliers Amis et Amiles, ou encore, au XVIIIe siècle, plusieurs éditions de l'Histoire nouvelle et divertissante du Bonhomme Misère, et aussi des chansons de geste comme Les Quatre Fils Aymon, Fierabras, Galion le Maure, Huon de Bordeaux, l'histoire de Valentin et Orson, etc.
La prolifération des textes pratiques, c’est-à-dire des livres d’apprentissages et autres manuels d’instructions, dans la collection des Oudot ne s’accentue que plus tard avec la prise en charge de l’imprimerie par Nicolas II. Cette littérature occupe une place mineure dans la production des Oudot, mais n’est pas sans importance dans le développement des régions rurales. En effet, les habitants des secteurs éloignés de Paris ne possédaient pas le même pouvoir d’achat et ne pouvaient donc pas facilement se procurer des outils, des services ou des livres. La bibliothèque bleue était l’occasion pour les gens des campagnes d’obtenir, via les colporteurs, des livres à petits prix que certains se procuraient même, semble-t-il, en troquant des peaux de lapins, des chiffons, etc.
À travers ces textes pratiques, les habitants trouvaient des informations leur permettant de réparer leurs biens par exemple ou encore de cultiver de manière appropriée et rentable leur parcelle de terre. Ces livres permettaient en quelque sorte une forme de « réappropriation des savoirs techniques ». En plus d’acquérir des savoirs, les habitants acquéraient des savoir-faire.
La grande réussite de la bibliothèque bleue ne réside toutefois pas uniquement dans la profusion des thèmes et des genres, mais aussi dans le travail effectué par les imprimeurs-libraires sur la forme des textes.
Notamment, les textes étaient plus aérés, subdivisés en un plus grand nombre de chapitres et un plus grand nombre de paragraphes, et la distribution de l’écriture sur la page était plus légère et donc, plus adaptée à un lectorat susceptible d’avoir un retard d’apprentissage de la lecture, dû à leur classe sociale et à leur éloignement des grands centres, et peut-être plus enclin à interrompre sa lecture. Bien que nous ne puissions calculer et déterminer avec certitude les capacités de lecture des gens en milieux ruraux à cette époque, cette considération pratique nous renseigne sur la perception qu’avaient les imprimeurs de leur lectorat.

Ainsi les imprimeurs apportaient eux-mêmes des modifications aux textes, afin d'en simplifier le contenu et de le rendre moins subversif. À l'opposé de la littérature licencieuse et des romans galants, étrangère aux romans et essais réformistes, et souvent teintée de naïveté, on disait d'elle : 

« Jamais elle ne renferme aucune impureté ni rien de contraire aux lois sacrées de la morale et de la religion : toujours le crime est puni, la vertu récompensée. »

Dans l'introduction de sa réédition de 1857 de quatre légendes, Paul Boiteau a sacrifié au mouvement moralisateur de son siècle pour « faire suivre chaque légende d'une sorte de moralité, à la manière de Perrault, c'est là un caprice qui n'a rien de sacrilège. »
De cette quête de simplification résulte une forme d’autocensure. La réduction des textes impliquaient une coupure dans les descriptions de paysages, mais aussi dans celle des états d’âme. Si le texte s’en trouvait plus linéaire et comportait moins d’adjectifs et d’adverbes, toutes références aux fonctions du corps humain se voyaient évacuées des trames narratives tout comme les parodies associées à la religion.

## Critique contemporaine de la bibliothèque bleue
La littérature populaire dont fait partie la Bibliothèque bleue fut longtemps méprisée, tant pour sa qualité matérielle que pour sa qualité littéraire ; aussi bien par les classes dites lettrées que par les études savantes sur la littérature de genre. Peu d'exemplaires de ces fameux livrets bleus sont disponibles à la consultation dans les bibliothèques publiques. Victime de sa classification de littérature de seconde zone, son étude et donc sa conservation sont faites sur le tard, ainsi la majorité des exemplaires originaux existants font partie de collections privées.

Les thèmes de la Bibliothèque bleue s'inspirent du folklore populaire, des mythes et légendes locales et reflètent les valeurs du petit peuple. Cette base littéraire, jugée vulgaire et sotte, ne semble pas avoir les faveurs de la classe dite lettrée qui ne la nomme guère qu’avec mépris.
« Il y en a d’autres qui portent çà et là des almanachs, livrets d’Abécé, la gazette ordinaire et extraordinaire, des légendes et des petits romans de Mélusine, de Maugis, des quatre fils Aymon, de Geoffroy à la grand’dent, de Valentin et Ourson, des chasse-en-nuys, des chansons mondaines sales et vilaines dictées par l’esprit l’immonde, vaudevilles, villanelles, airs de cour, chansons à boire… »
D’ailleurs, la première étude exhaustive du genre est en fait un réquisitoire de censure, rédigé par Charles Nisard en 1852 qui y fait un discours moralisateur sur ces lectures perverses qui pourraient influencer les esprits fragiles.
Pourtant, plusieurs éléments semblent indiquer que la bibliothèque bleue a pu frayer son chemin et intéresser le public lettré.
Tout d’abord la large diffusion qui en fut faite ; on estime à des millions le nombre d'exemplaires écoulés entre le XVIIe et le milieu du XIXe siècle. Un tel succès de vente, pour une littérature à destination d’une population cible considérée comme analphabète entre le XVIIe et le XIXe siècle, semble curieux. Les historiens ont ainsi avancé plusieurs hypothèses pour expliquer cet état, l’une étant que les couches populaires se procuraient les livrets bleus pour apprendre à lire et à écrire. L’autre hypothèse plus probable est que ce genre d'écrits était également prisé dans les plus hautes couches sociales sans que celles-ci ne fassent étalage public de leur goût pour cette littérature de seconde zone.
Dans son ouvrage Le grand livre des secrets. Le colportage en France aux 17e et 18e siècles, l'historienne Lise Andries note : « on sait par exemple qu’un exemplaire de chant de Noël de colportage se trouvait dans la bibliothèque de Marie-Antoinette ».
Le mode de diffusion de la bibliothèque bleue semble avoir séduit l'historien libéral et anticlérical Jules Michelet, qui y voit une manière efficace de diffuser la pensée critique et les idées politiques et révolutionnaires à travers le petit peuple. Le style du roman-feuilleton introduit par les écrivains romantiques aux XVIIIe siècle et qui prend le pas sur la Bibliothèque bleue, fut une tentative de la littérature classique dite lettrée d’atteindre le public des petites gens par un canal déjà très populaire.

## Censure et déclin de la bibliothèque bleue
Cette critique de Charles Nisard résume bien l'opinion en haut lieu sur la littérature de colportage :
« Ces petits livres sont peut-être les plus grands ennemis d'eux-mêmes. Très peu de raisonnements, rarement de l'élévation, un très médiocre souci de persuader les âmes, mais l’intention bien marquée de les frapper d'épouvante, ou encore de les mettre à l'aise en leur prescrivant des obligations puériles en l’accomplissement desquelles consiste, assure-t-on, le salut ».
Le succès de diffusion de la bibliothèque bleue finit par attirer l'attention des autorités littéraires et religieuses qui fustigent cette littérature de mauvais goût, soupçonnée de répandre en plus de la bêtise et de l'immoralité, une possible rébellion contre les lois étatiques et ecclésiastiques.
Par la suite, une série d’interdictions visant le colportage, maillon essentiel de la diffusion, se met à l'œuvre. Jusqu'au début du XXe siècle, les colporteurs étaient les seuls moyens de diffusion des écrits dans les campagnes et au sein des couches populaires. Certaines lois imposent aux colporteurs de savoir lire et écrire ; d’autres énoncent des sanctions contre le colportage de livres étrangers, interdits ou contraires à la morale et la religion.
Un édit non appliqué de 1757 va jusqu'à imposer la peine de mort comme sanction pour le colportage de livres clandestins.
La commission de censure des livres supervisée par le ministère de la police finit d'écorner l’image de la bibliothèque bleue. Le rapport demandé par le roi[Qui ?] au sous-secrétaire de la police Charles Nisard en 1852, a pour objet d'examiner toute la littérature populaire du royaume et d’en bannir les écrits subversifs et immoraux. La littérature de colportage, qui ne jouissait guère d'une bonne réputation, fut sacrifiée au service de la morale. Le réquisitoire de Charles Nisard, dont le seul mérite est de décrire de manière exhaustive les titres de la bibliothèque bleue, préconise son bannissement.
Mais paradoxalement, cette interdiction ne concerne que le petit peuple, dont l’esprit est jugé faible et influençable. Nisard avance que la littérature de colportage n’a pas d’effets sur l’esprit des gens lettrés et cultivés, qui ne sont donc pas concernés par ces interdits; et que ces livrets pouvait être un bon moyen d'études pour les érudits et les gens lettrés dans la mesure où ils décrivent la condition humaine.
Entre assouplissements et durcissements, la bibliothèque bleue s'essouffle. La concurrence nouvelle de la grande presse avec ses romans-feuilletons et ses journaux, finit d’achever ce mouvement littéraire.

#### Essais
- Lise Andries, La Bibliothèque bleue au dix-huitième siècle. Une tradition éditoriale, Oxford, Taylor Institution, 1989, p. 9.
- Alexandre Assier, La Bibliothèque bleue depuis Jean Oudot Ier jusqu'à M. Baudot (1600-1863), Paris, Champion, 1874.
- Geneviève Bollème, La Bibliothèque bleue. Littérature populaire en France du XVIIe au XIXe siècle, éditions Julliard, coll. « Archives », 1971 ; rééd. Robert Laffont, 2003.
- René Helot, La Bibliothèque bleue en Normandie, Rouen, Lainé, 1928, orné de 40 planches de gravures.
- La Bibliothèque bleue et les littératures de colportage, Actes du colloque de Troyes, éd. Thierry Delcourt et Elisabeth Parinet, École des Chartes, 2000.
- Marie-Dominique Leclerc et Alain Robert, Des éditions au succès populaire, les livrets de la Bibliothèque bleue, XVIIe – XIXe siècles. Présentation, anthologie, catalogue, Troyes, CDDP, 1986  (ISBN 2-903776-02-4).
- Robert Mandrou, De la culture populaire aux XVIIe et XVIIIe siècles. La Bibliothèque bleue, Paris, Imago, 1985.
- Alfred Morin, Catalogue descriptif de la Bibliothèque bleue de Troyes (almanachs exclus), Genève, Droz ; Paris, Minard ; Champion, 1974
- Charles Nisard, Histoire des livres populaires, ou de la littérature de Colportage, depuis le XVe siècle, jusqu'à l'établissement de la Commission d'examen des livres du Colportage, 1852.

#### Articles et livres en ligne
- « La Bibliothèque bleue telle qu'en elle-même », Bulletin d'informations de l'ABF, no 146-1990 [lire en ligne].
- Corinne Beutler, De la culture populaire aux XVIIe et XVIIIe siècles. La Bibliothèque bleue de Troyes [lire en ligne].
- Thierry Delcourt, La Bibliothèque bleue et les littératures de colportage [lire en ligne].
- F. Le Blanc-Hardel, Étude sur la Bibliothèque bleue, 1884 [lire en ligne].
- Le Roux de Lincy, Légendes populaires de la France [lire en ligne].
- Isabelle Masse, Bibliothèque bleue et littératures de colportage, [lire en ligne].
- La Bibliothèque bleue, Daniel Roche (dir.) [lire en ligne].

### Colloque
- La Bibliothèque bleue et les littératures de colportage, actes du colloque organisé par la bibliothèque municipale à vocation régionale de Troyes en collaboration avec l'École nationale des chartes, Troyes, 12-13 novembre 1999

#### Lire sur Gallica
- Bibliothèque bleue : romans de chevalerie du XIIe au XIVe siècle [lire en ligne].
- Nouvelle bibliothèque bleue ou Légendes populaires de la France précédées d'une introduction par M. Charles Nodier, accompagnées de notices littéraires et historiques par M. Leroux de Lincy et Colomb de Batines [lire en ligne].
- Introduction aux Légendes pour les enfants arrangées par Paul Boiteau et illustrées par Bertall, 1857 [lire en ligne]